# Andrés de Claramonte
Andrés de Claramonte y Corroy (* um 1580 in Murcia; † 19. September 1626) war ein Dramatiker des spanischen Siglo de Oro.
Über sein Leben ist wenig bekannt. Als Schauspieler trat er in den wichtigsten Kompanien auf, z. B. bei Baltasar de Pinedo und Alonso de Olmeido. Als Autor schrieb er epische Dramen, in denen er Talent für visuelle und theatralische Effekt zeigte.

## Werke
Das Stück El valiente negro en Flandres (Der tapfere Schwarze in Flandern) behandelt Rassismus-Probleme in der Gesellschaft. Es wird die Geschichte eines afrikanischen Sklaven erzählt, der in Mérida seine Freiheit zurückerhält, nach Flandern geht und dort gegen Diskriminierung wegen seiner Hautfarbe kämpfen muss. Aufgrund seiner Verdienste wird er zum General befördert und erwirbt das Vertrauen des Herzogs von Alba. Er erhält den Santiagoorden und heiratet die Tochter seines früheren Herrn.
Weniger bekannte Werke sind El Gran rey de los desiertos, San Onofre (Der große König der Wüsten, Sankt Onophrius), das mit El Condenado por desconfiado (Der wegen Misstrauens Verurteilte) in Zusammenhang zu sehen ist, wie Ciriaco Moron und Alfredo Rodriguez Lopez-Vazquez gezeigt haben. Im erst vor Kurzem von Alejandro Garcia Reidy entdeckten unveröffentlichtem Werk, Las dos columnas de San Carlos (Die beiden Säulen des heiligen Carlos), das das Leben des heiligen Karl Borromäus behandelt, tritt in der ersten Szene Martin Luther auf.

## Claramonte in der Literaturkritik
Der spanische Kritiker Marcelino Menéndez y Pelayo (1856–1912) sah geringschätzig auf Claramonte herab, heutzutage wird er jedoch weitgehend anerkannt, vor allem von Alfredo Rodriguez Lopez-Vazquez, Charles V. Ganelin und Fernando Cantalapiedra Erostarbe. Manche Kritiker vermuten, dass Claramonte der Autor von einigen der wichtigsten Theaterstücke des Goldenen Jahrhunderts ist, zum Beispiel "La Estrella de Sevilla" (Der Stern von Sevilla) und "El burlador de Sevilla" (Der Verführer von Sevilla), die üblicherweise Lope de Vega bzw. Tirso de Molina zugeschrieben werden.

## Bibliographie (spanisch)
- Nelson López, "El valiente negro en Flandes: Edición para actores y directores" Kassel, Edition Reichenberger, 2008.
- Fernando Cantalapiedra Erostarbe, ‘El infanzón de Illescas’ y las comedias de Claramonte, Kassel, Edition Reichenberger / Universidad de Granada, 1990, 282 Seiten.
- Fernando Cantalapiedra Erostarbe, El teatro de Claramonte y La Estrella de Sevilla, Kassel, Edition Reichenberger, 1993, 441 Seiten.
- Alfredo Rodríguez López-Vázquez, Andres de Claramonte y "El burlador de Sevilla", Kassel, Edition Reichenberger, 1987.
- Alfredo Rodríguez López-Vázquez, Aportaciones críticas a la autoría de "El burlador de Sevilla". Criticón 40, 1987, S. 5–44.
- Alfredo Rodríguez López-Vázquez, "La Estrella de Sevilla" y Claramonte. Criticón, 21, 1983, S. 5–31.
- Luis Vázquez, "Andrés de Claramonte (1580? -1626), la Merced, Tirso de Molina y El burlador de Sevilla (Anotaciones críticas ante un intento de usurpación literaria)", Estudios, 151, 1985, S. 397–429.
- Luis Vázquez, "Documentos toledanos y madrileños de Claramonte y reafirmación de Tirso como autor de El burlador de Sevilla y convidado de piedra", Estudios, 156–157, 1987, S. 9–50.
- Andrés de Claramonte: "Tan largo me lo fiáis", "Deste agua no beberé", Madrid: Ed. Cátedra, Letras Hispánicas, 2008.
- Atribuido a Tirso de Molina / Luis Vélez, "El condenado por desconfiado" "La ninfa del Cielo", Madrid: Cátedra, Letras Hispánicas, 2008.
- Atribuido a Tirso de Molina, "El burlador de Sevilla", Madrid:Ed. Cátedra, Letras Hispánicas, 2007 (15 edición).

| Personendaten    | Personendaten                            |
| ---------------- | ---------------------------------------- |
| NAME             | Claramonte, Andrés de                    |
| ALTERNATIVNAMEN  | Claramonte y Corroy, Andrés de           |
| KURZBESCHREIBUNG | spanischer Schauspieler und Theaterautor |
| GEBURTSDATUM     | um 1580                                  |
| GEBURTSORT       | Murcia                                   |
| STERBEDATUM      | 19. September 1626                       |